# Cantone di Saint-Chaptes
Il Cantone di Saint-Chaptes era una divisione amministrativa dell'arrondissement di Nîmes.
A seguito della riforma approvata con decreto del 24 febbraio 2014, che ha avuto attuazione dopo le elezioni dipartimentali del 2015, è stato soppresso.

## Composizione
Comprendeva i comuni di:
- Aubussargues
- Baron
- Bourdic
- La Calmette
- Collorgues
- Dions
- Foissac
- Garrigues-Sainte-Eulalie
- Montignargues
- Moussac
- La Rouvière
- Saint-Chaptes
- Saint-Dézéry
- Sainte-Anastasie
- Saint-Geniès-de-Malgoirès
- Sauzet